# Chadirvan

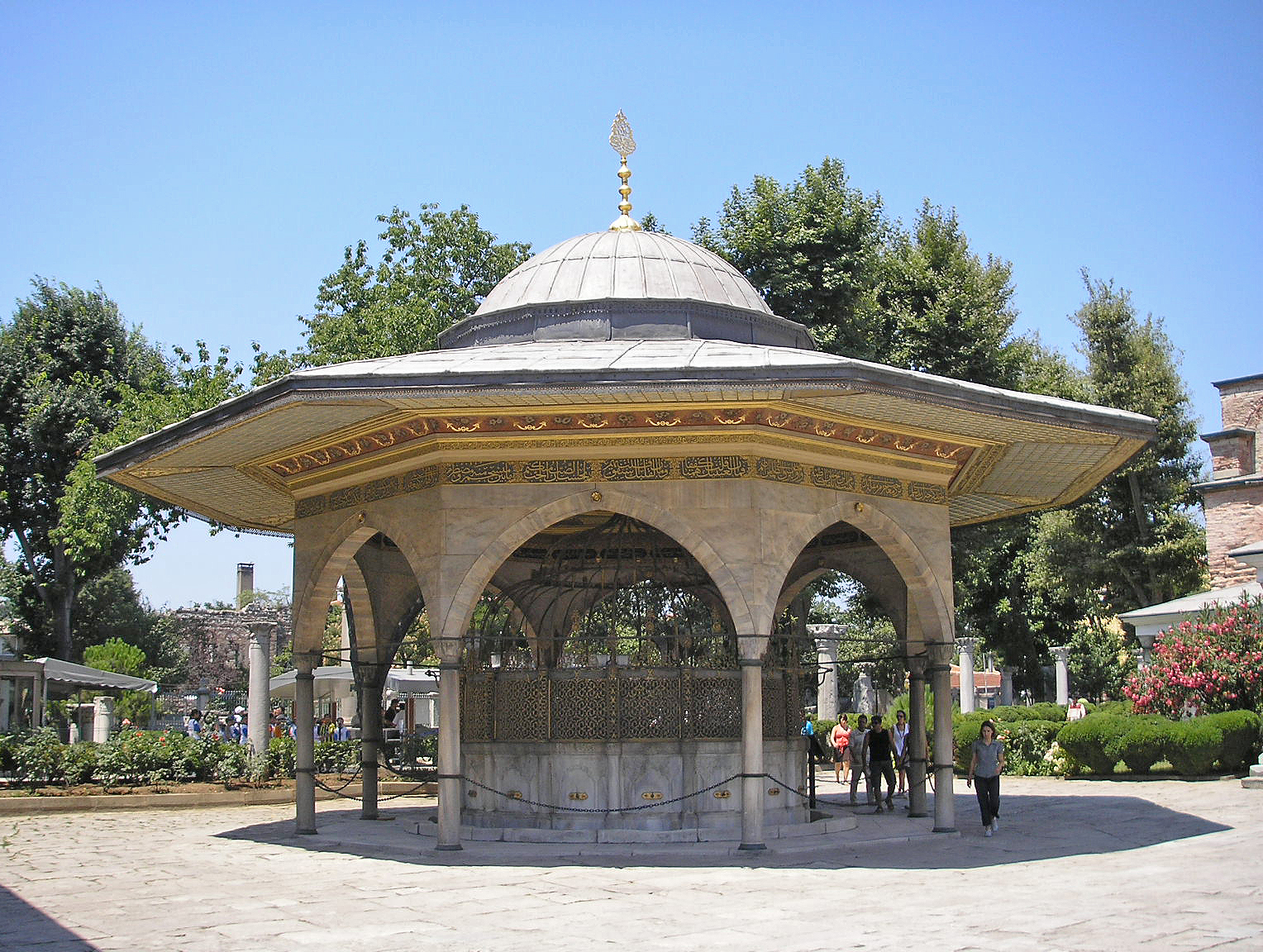
Chadirvan permettant d'effectuer les ablutions devant Ayasofya, à Istanbul.

Le sadirvan ou chadirvan (en arabe : شاذروان ; en turc : şadırvan) est un type de fontaine fréquemment érigé dans la cour d'une mosquée, devant un caravansérail, un khanqah ou une médersa. Son but était de fournir de l'eau afin d'abreuver ou de permettre d'effectuer les rituels d'ablutions, le wudu, à plusieurs personnes simultanément. C'est également un élément décoratif.
Bien que le chadirvan soit d'origine perse, c'est un élément typique de l'architecture ottomane.